# Inuyama
Inuyama è una città giapponese della prefettura di Aichi.

## Altri progetti

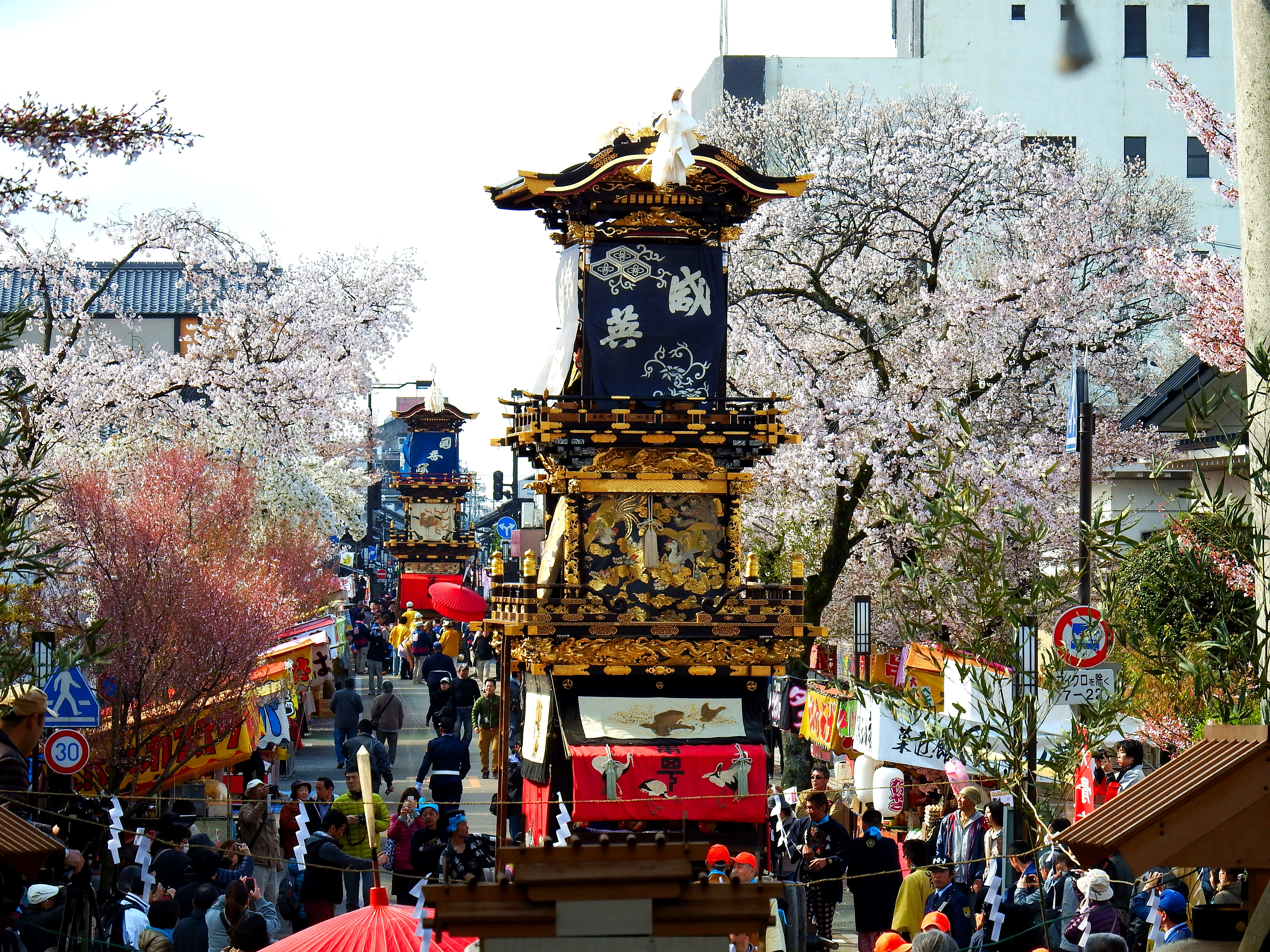
Festival di Inuyama

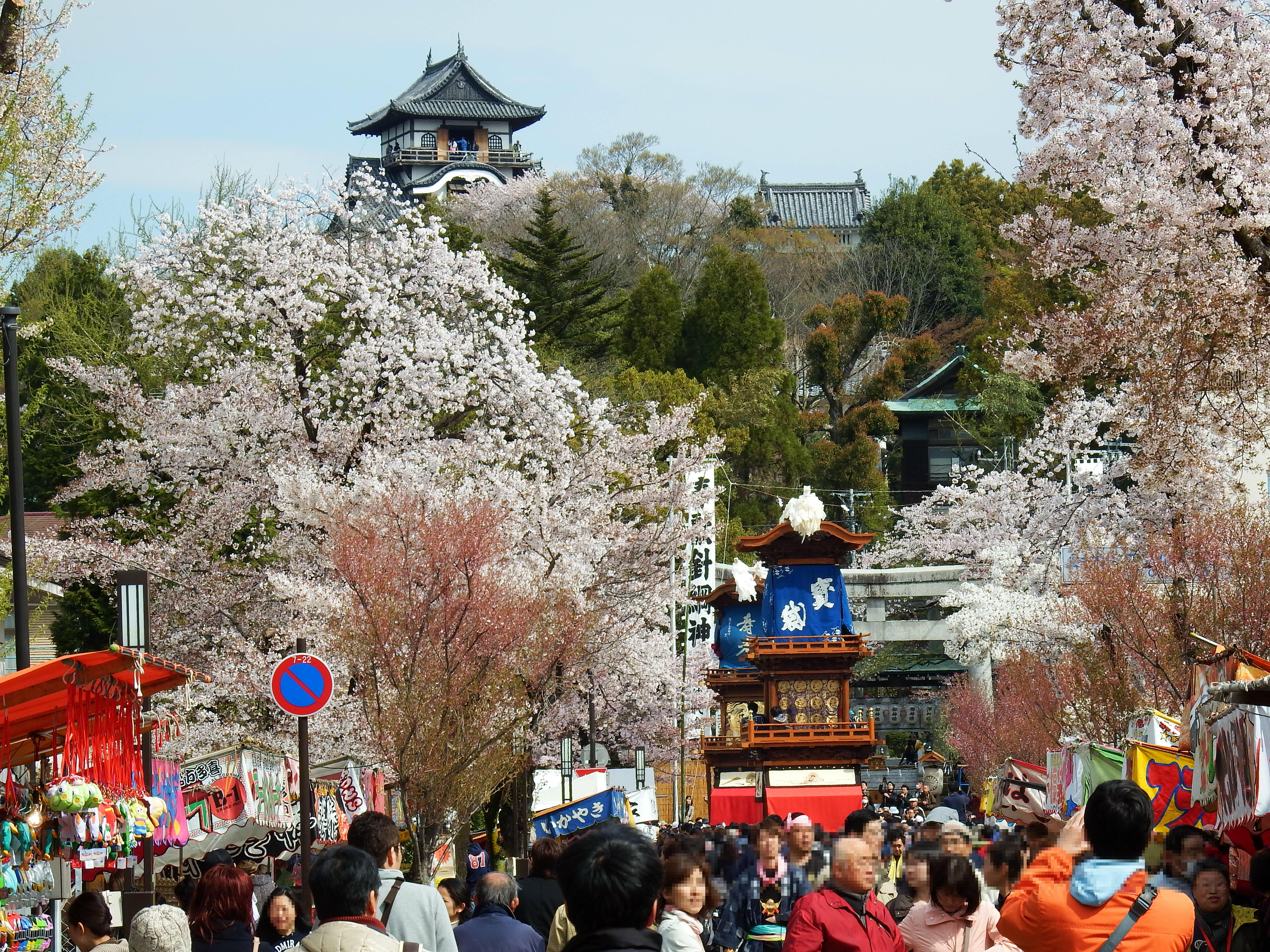
Festival di Inuyama

## Monumenti e luoghi d'interesse
- Museo Meiji-mura
- Castello